# Giovanni Battista Alliprandi
Giovanni Battista Alliprandi (cca 1665, patrně Laino ve Val d'Intelvi (Provincie Como, Itálie) – 13. březen 1720, Litomyšl) byl v Čechách působící barokní architekt severoitalského původu.

## Rodina a studia

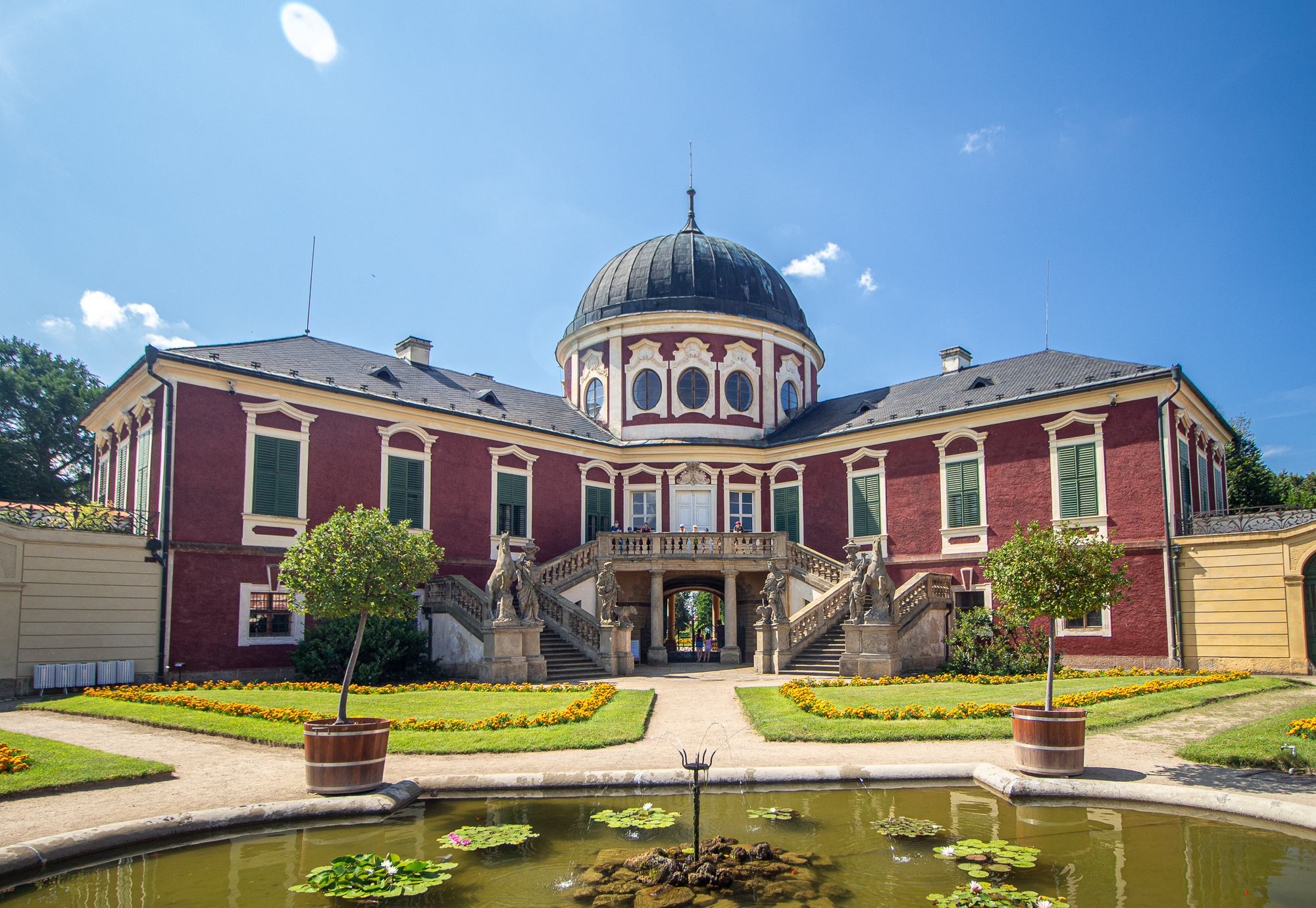
Zámek Veltrusy s čestným dvorem

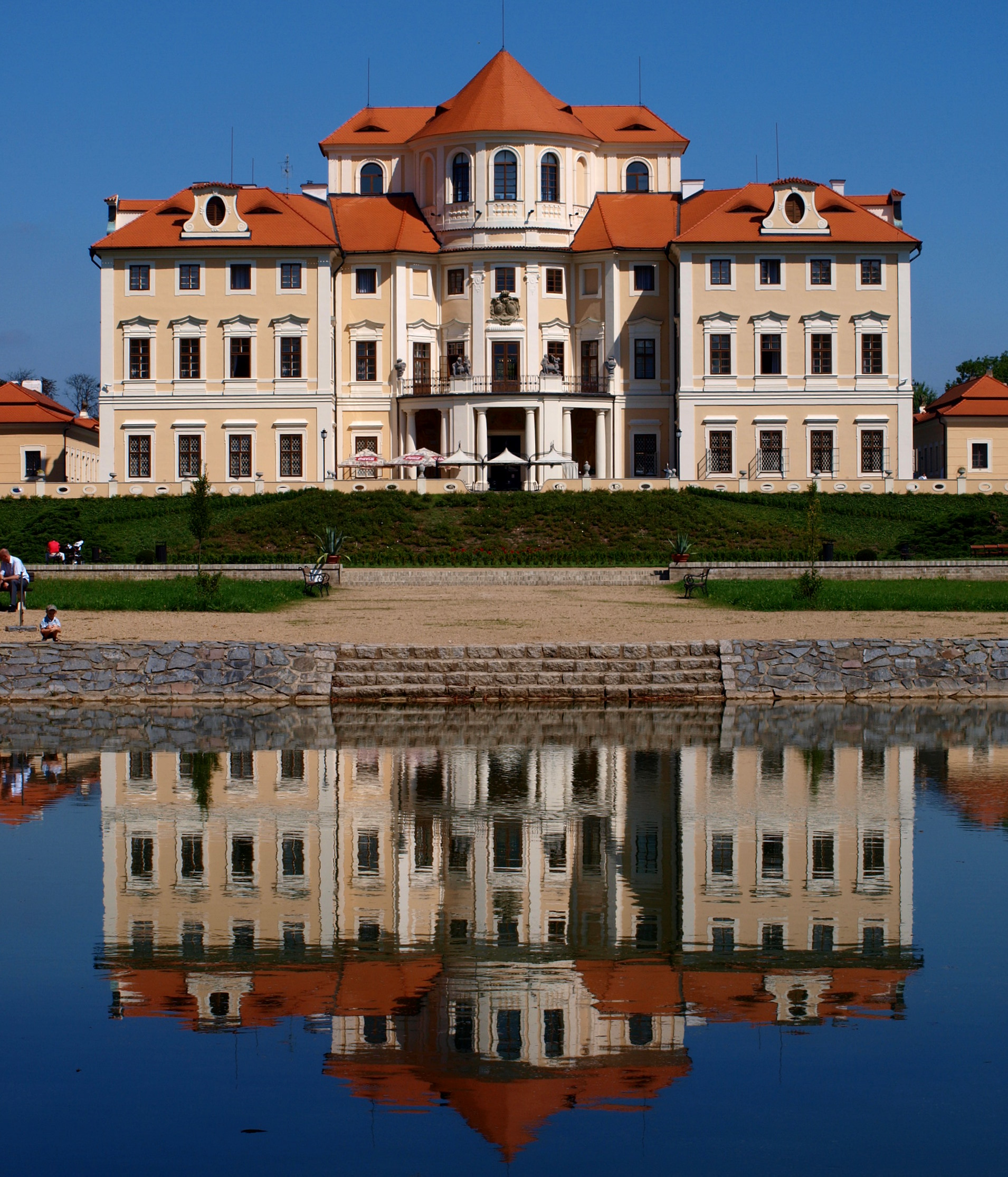
Alliprandiho zámek v Liblicích u Mělníka

Pocházel z rodiny štukatéra Lorenza Alliprandiho činného ve Vídni; štukatéry se stali také dva Giovanniho bratři. Vedle Giovanniho Santiniho a Kryštofa Dientzenhofera je Giovanni Battista Alliprandi nejvýznamnějším českým vrcholně barokním architektem. Významně byl ovlivněn vídeňskou architekturou své doby. V letech 1680–1685 studoval u Domenica Martinelliho, v letech 1690–1695 mu dělal políra na stavbě poutního mariánského kostela v Luži u Košumberka. Nastudoval si také rakouské císařské dvorní stavby, navržené Johannem Lukasem von Hildebrandt, a především Johannem Bernardem Fischerem z Erlachu, jehož osobité, vrcholně barokní pojetí architektury Alliprandi přinesl do Čech. Ovlivněn byl ovšem také dílem Jana Baptisty Matheye a Giovanniho Santiniho. V Praze se oženil s dcerou italského štukatéra Barbarou Cecílií Bussi, s níž měl sedm dětí. Roku 1709 získal městské právo na Malé Straně a koupil si dům v Ostruhové (dnes Nerudově) ulici. Po jeho smrti se vdova se čtyřmi nezletilými dětmi vrátila do Laina.

## Činnost

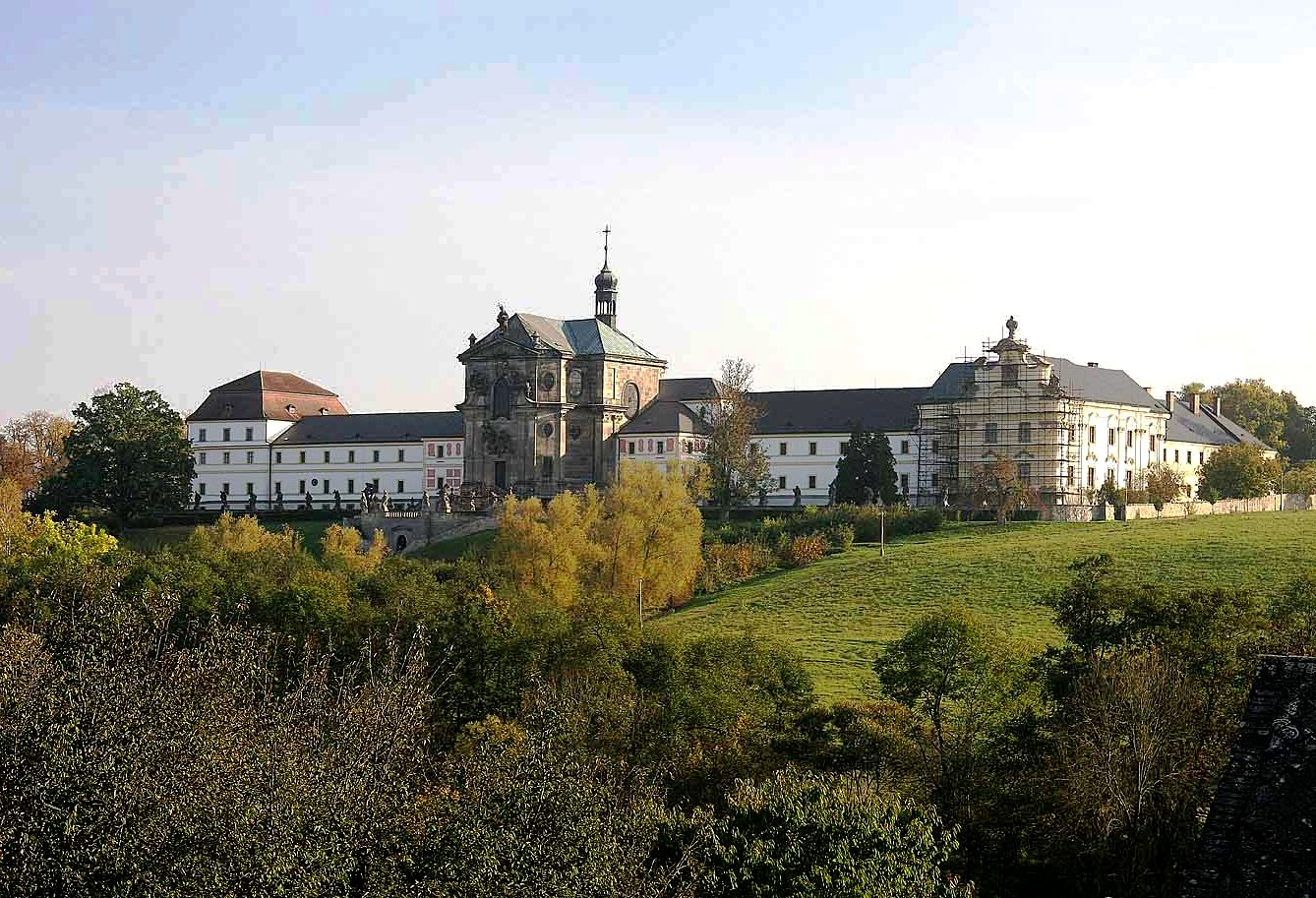
hospitál Kuks

Samostatnou projektovou a realizační dráhu architekta začal v letech 1696 až 1702 jako dvorní architekt rodiny Černínů. Od roku 1697 bydlel stále v Praze, kde byl roku 1706 jmenován nejvyšším císařským fortifikačním stavitelem. Stavba opevnění však i přes vyplácení stálého platu nepokračovala podle harmonogramu. Roku 1709 se Alliprandi stal rodinným architektem hrabat Trauttmannsdorfů. V jejich službách rekonstruoval pražský palác a cestoval opakovaně ke stavbě paláce do Vídně, kde jej inspirovali svými stavbami Johann Lucas von Hildebrandt a Johann Bernhard Fischer von Erlach. Dále byl jmenován fortifikačním inženýrem města Cheb.
Specializoval se především na projektování zámecké architektury a pražských šlechtických paláců, v menší míře je i autorem sakrálních staveb, například roku 1714 realizoval kostel při koleji piaristů v Litomyšli, který financoval hrabě František Trauttmannsdorf. Působil především v Praze, z východočeských staveb je nejvýznamnější komplex staveb v Kuksu, navržený pro Františka Antonína Šporka. Na rozdíl od převažujících štukových fasád obkládal své stavby zásadně kvalitním pískovcem, podobně jako jeho vzory vídeňské.

## Dílo
- Opočno, zámek Opočno – rozsáhlá přestavba ve stylu barokní gotiky, pro Colloredo-Mansfeldy (po roce 1690)
- Hořín u Mělníka, lovecký zámek Černínů (1696, rozšířený. 1701, později přestavěný). Majetek Lobkoviců.
- Kosmonosy, piaristický klášter a loreta, přestavba zámku (1697–1701)
- Týnec u Klatov, zámek Týnec (asi 1700)
- Liblice u Mělníka, zámek Liblice (asi 1700–1706)
- Praha, Hradčany, Šternberský palác (1700–1701)
- Praha, Staré Město, Hrzánský palác v Celetné ulici (kol. r. 1702)
- Praha, Malá Strana, Lobkovický palác – původně palác Přehořovských z Kvasejovic (asi 1703–1707, později pozměněn)
- Kuks, stavební komplex kostela Nejsvětější Trojice, hospitalu, lázní, závodiště koní pro parkur, hrobky a lázeňské domy hraběte Františka Antonína Šporka v urbanizované krajině s parkem, cestami, poustevnou, Domem filosofů s knihovnou a s jeskyní; asi nejvýznamnější Alliprandiho stavební dílo; původní koncept je znám jen z rytiny, z architektury se dochovalo jen torzo (1707)
- Praha, Malostranské náměstí, Kaiserštejnský palác (asi po r. 1707)
- Praha, Malostranské náměstí, sloup Nejsvětější Trojice (1713)
- Praha, Malá Strana, Ledeburský palác (kol. r. 1716)
- Veltrusy, zámek Veltrusy (kolem roku 1711, později výrazně rozšířen)
- Praha, Malá Strana, Schönbornský palác (1715–1719)
- Litomyšl, kostel Nalezení svatého Kříže při koleji piaristů (od r. 1715)
- Cheb, radnice – z radničního paláce postavena pouze třetina (od r. 1718)
- Pražský hrad, Hartigovská zahrada, hudební pavilon (před r. 1720)
- Luže u Skutče, poutní chrám Panny Marie na Chlumku
- Lysá nad Labem, zámek Lysá, projekt barokní přestavby zámku
- Petrohrad, projekt barokní přestavby zámku provedené v letech 1697–1703[1]
- Andělská Hora, kostel Nejsvětější Trojice, trojboký poutní kostel 1692–1712
- Benešov, Kolej piaristická s kostelem sv. Anny 1705–1710
- Neratov (Bartošovice v Orlických horách), kostel Nanebevzetí Panny Marie (?)